# L'Aubépin
L'Aubépin foi uma comuna francesa na região administrativa de Borgonha-Franco-Condado, no departamento de Jura. Estendia-se por uma área de 5,67 km². Em 2010 a comuna tinha 140 habitantes (densidade: 24,7 hab./km²).
Em 1 de abril de 2016, passou a formar parte da nova comuna de Les Trois-Châteaux.